# Карън Робърдс
Карън Робърдс (на английски: Karen Robards) е американска писателка на бестселъри в жанра исторически и съвременен любовен роман, и романтичен трилър. В България е издавана и под имената Карин Робърдс и Карен Робъртс.

## Биография и творчество
Карън Робърдс е родена на 24 август 1954 г. в Луисвил, Кентъки, САЩ, в семейството на Валтер и Сали Джонсън. Баща ѝ е зъботехник. Има трима братя и една сестра. Като тийнейджър работи почасово в лабораторията на баща си. Един ден тя вижда в „Рийдърс Дайджест“ покана за забавни разкази и изпраща своя история. Няколко седмици по-късно получава чек за $100, а разказът е включен в сборника през декември 197 г. Опитите ѝ да продаде и други разкази са неуспешни.
Карън учи в Университета на Кентъки и го завършва през 1976 г. с бакалавърска степен по право. Карън Робърдс се омъжва за Дъглас Дж. Робърдс на 21 януари 1977 г. Двамата имат трима сина – Питър (р.1983), Кристофър (р.1989) и Джак (р.1994).
През периода 1976-1979 г. Карън учи допълнителна специализация в клас по творческо писане. Професорът им възлага на всеки ученик да напише по 50 страници, които могат да бъдат публикувани. След като проучва какви жанрове книги се продават добре, Робърдс избира да напише историческа романтика, като влага много секс, приключения и екшън. Но не знае, че професорът ще се изисква да прочете работата си на глас на целия клас. Въпреки че професорът и съучениците ѝ се присмиват на нейния избор, тя получава похвала за текста, и тези 50 страници стават основа на първия ѝ романс „Пирати на любовта“, който е публикуван през 1981 г.
От 1979 г. Карън напуска училището и решава да се отдаде на писателското си поприще. За да си плаща сметките семейството тя започва работа в зъботехническата лаборатория. До 1983 г. продължава да пише в свободното си време и публикува няколко джобни издания.
През 1985 г. излиза нейният съвременен романтичен трилър „Робиня на любовта“ от различен от дотогавашния ѝ издател. Той става бестселър и се превръща в истински старт за нейната писателска кариера.
През 1995 г. печели наградата на „Romantic Times“ за съвременен роман на годината за „Walking After Midnight“, а през 2012 г. наградата за най-добър романтичен трилър на годината за „Sleepwalker“.
Карън Робърдс печели различни награди за своите исторически романси. През 1985 г. получава наградата за най-добър нов съвременен писател от „Romantic Times“ и наградата „Сребърен сертификат“ от „Affaire de Coeur“ за романса си „Робиня на любовта“. През 1986 г. „Romantic Times“ и дава награда за най-добър роман за „Wild Orchids“ и наградата „Сребърна писалка“ за „Dark Torment“, през 1987 г. „Златен сертификат“ за „Loving Julia“.
Произведенията на писателката са редовно в списъците на бестселърите на „Ню Йорк Таймс“, „USA Today“ и „Пъблишер Уикли“. Те са преведени на над 11 езика по целия свят.
Карън Робърдс живее със семейството си в родния си град Луисвил, Кентъки.

## Произведения

### Серия „Пирати“ (Pirates)
1. Пирати на любовта, Island Flame (1981)
2. Необуздана страст, Sea Fire (1982)

### Серия „Забранени сестри“ (Banning Sisters)
1. Scandalous (1999)
2. Irresistible (2001)
3. Shameless (2010)

### Серия „Джес и Марк“ (Jess and Mark)
1. Преследване, Pursuit (2009)
2. Justice (2011)

### Серия „Шарлот Стоун“ (Charlotte Stone)
1. The Last Victim (2012)
2. The Last Kiss Goodbye (2013)
3. Her Last Whisper (2014)
4. The Last Time I Saw Her (2015)

### Серия „Гард“ (Guardian)
1. The Ultimatum (2017)
2. The Moscow Deception (2018)

### Самостоятелни романи
- Forbidden Love (1983)
- Amanda Rose (1984)
- Робиня на любовта, To Love a Man (1985)
- Dark Torment (1985)
- Wild Orchids (1986)
- Loving Julia (1986)
- Night Magic (1987)
- Тъмна луна, Dark of the Moon (1988)
- Desire in the Sun (1988)
- Tiger's Eye (1989)
- Morning Song (1990)
- Green Eyes (1991)
- This Side of Heaven (1991)
- Nobody's Angel (1992)
- One Summer (1993)
- Детето на Маги, Maggy's Child (1994)
- Walking After Midnight (1995)
- Hunter's Moon (1995)
- Heartbreaker (1996)
- The Senator's Wife (1998)
- The Midnight Hour (1999)
- Ghost Moon (2000)
- Райско гнездо, Paradise County (2000)
- Да се довериш на непознат, To Trust a Stranger (2001)
- Шепот в полунощ, Whispers at Midnight (2002)
- Опасно лято, Beachcomber (2003)
- Примамката, Bait (2004)
- Суеверие, Superstition (2005)
- Изчезнала, Vanished (2006)
- Обсебена, Obsession (2007)
- Признат за виновен, Guilty (2008)
- Живот в лъжа, Shattered (2010)
- Sleepwalker (2011)
- Shiver (2012)
- Hunted (2013)
- Hush (2014)
- Darkness (2016)

### Новели
- Wait Until Dark (2001) – сборник с участието и на Линда Андерсън, Андреа Кейн и Марая Стюарт
- Manna from Heaven (2012)